# الانتخابات الفيدرالية الألمانية 1990
أجريت الانتخابات الفيدرالية في ألمانيا في 2 ديسمبر 1990 لانتخاب أعضاء البوندستاغ الثاني عشر. كانت هذه أول انتخابات لجميع الألمان منذ الانتخابات النازية في أبريل 1938، وهي أول انتخابات متعددة الأحزاب لكل ألمانيا منذ مارس 1933، والتي أجريت بعد الاستيلاء النازي على السلطة وتعرضت لقمع واسع النطاق، وأول انتخابات ألمانية حرة ونزيهة منذ نوفمبر 1932. وكانت النتيجة فوزًا شاملاً للائتلاف الحاكم للاتحاد المسيحي الديمقراطي / الاتحاد الاجتماعي المسيحي والحزب الديمقراطي الحر، والذي أعيد انتخابه لولاية ثالثة.

## القضايا والحملة
كانت هذه الانتخابات الأولى التي أجريت بعد إعادة توحيد ألمانيا والتي جرت في 3 أكتوبر. تمت إضافة حوالي 150 مقعدًا لتمثيل الولايات الشرقية التي أعيد تأسيسها حديثًا في ألمانيا دون تقليل عدد الأعضاء الغربيين. أعطت النشوة التي أعقبت إعادة التوحيد الائتلاف الحاكم CDU / CSU-FDP ميزة كبيرة في كل من ألمانيا الغربية والشرقية طوال الحملة.
كانت هذه الانتخابات الوحيدة التي لم تطبق فيها نسبة 5٪ على مستوى البلاد، ولكن بشكل منفصل عن ألمانيا الشرقية (بما في ذلك برلين الشرقية) وألمانيا الغربية (بما في ذلك برلين الغربية ). نتيجة لذلك، في حين فشل حزب الخضر الغربي في الحصول على تمثيل، فإن حزبًا متشابهًا أيديولوجيًا من الشرق، تحالف 90، قام بذلك. اندمجوا لتشكيل تحالف 90/الخضر في عام 1993.

## ما بعد الانتخابات
أعيد التحالف الحاكم CDU / CSU-FDP إلى المنصب بأغلبية ساحقة، وظل هيلموت كول مستشارًا. كان أداء الاتحاد الديمقراطي المسيحي جيدًا في ألمانيا الشرقية السابقة، التي كانت معقل الحزب الديمقراطي الاشتراكي قبل الحقبة النازية.

الفائزون من دائرة انتخابية أحادية الأعضاء - SPD باللون الأحمر، PDS باللون الأرجواني، FDP باللون الأصفر، CDU / CSU باللون الأسود

نتائج المقعد - SPD باللون الأحمر، أخضر مدمج مع أخضر، PDS بلون بنفسجي، FDP باللون الأصفر، CDU / CSU باللون الأسود

## الملاحظات
1. ↑  لا يشمل 8 ضيوف من الاتحاد الاجتماعي الألماني.
2. ↑  قائمة مرتبطة بتحالف 90 وحزب الخضر في ألمانيا الشرقية، ترشحت فقط في الولايات الشرقية الجديدة.
3. ↑  في انتخابات عام 1990، تم تطبيق العتبة الانتخابية البالغة 5% بشكل منفصل في الولايات الغربية والولايات الشرقية الجديدة. فاز حزب الاشتراكية الديمقراطية بنسبة 11.1% من الأصوات في الولايات الجديدة.
4. ↑  في انتخابات عام 1990، تم تطبيق العتبة الانتخابية البالغة 5% بشكل منفصل في الولايات الغربية والولايات الشرقية الجديدة. فاز التحالف 90 مع الخضر بنسبة 6.2% من الأصوات في الولايات الجديدة.